# Fluor
Fluor (chemická značka F, latinsky fluorum) je nekovový prvek, značně toxický, zelenožlutý plyn, chemicky mimořádně reaktivní. Vyznačuje se vysokou elektronegativitou. Je nejlehčím prvkem z řady halogenů. V historii se ho lidé pokoušeli velmi dlouho získat, ale kvůli jeho vysoké reaktivitě se to podařilo teprve roku 1886 Henrimu Moissanovi elektrolýzou chlazené směsi KHF2 v HF. Za výrobu fluoru získal Nobelovu cenu.
Fluor se na Zemi vyskytuje pouze ve sloučeninách a to v nevelkém množství. Nejvýznamnější minerály fluoru jsou kazivec CaF2 a fluorapatit Ca5(PO4)3F, které se používají k jeho výrobě. Fluor se vyrábí elektrolýzou roztoku KHF2 v HF. Kvůli extrémní reaktivitě a problémům s jeho skladováním se fluor spotřebovává ihned na místě výroby.
Ze sloučenin fluoru se nejvíce využívá kyselina fluorovodíková, jako základní průmyslová chemikálie, kryolit, který se používá na snížení teploty tání bauxitu při výrobě hliníku a fluorid uranový, který slouží k rozdělení izotopů uranu pro použití v jaderných elektrárnách. Fluor se dále využívá na výrobu teflonu a dalších syntetických organických polymerů. Fluor patří také k biogenním prvkům. Vyskytuje se v kostech a zubech.

## Základní fyzikálně-chemické vlastnosti

Zjednodušená struktura atomu fluoru

Krystalická struktura β-fluoru.

Fluor je plyn v silné vrstvě zelenožlutý s dráždivým zápachem, který připomíná chlorovodík. Fluor je extrémně jedovatý a toxický plyn, který leptá dokonce i sklo. Kapalný fluor má banánově žlutou barvu. Disociační enthalpie molekuly fluoru je velmi nízká a blíží se disociační enthalpii molekuly jodu, což se vysvětluje malou pevností vazby v molekule fluoru (menší překryv vazebných orbitalů), což může být způsobeno větším odpuzováním atomů fluoru vlivem velkého odpuzování volných elektronových párů.
Ve svých sloučeninách má pouze oxidační číslo −1, velmi vzácně může mít fluor v některých komplexech oxidační číslo 0 a opravdu pouze formální oxidační číslo +1 má v kyselině fluorné, ve skutečnosti zde má oxidační číslo −1, jelikož má vyšší elektronegativitu než vodík i kyslík. Pro všechny halogeny obecně platí, že halogen s menším protonovým číslem (lehčí) je schopen vytěsnit halogen s větším protonovým číslem (těžší) z jeho halogenidu. Lehčí halogen přechází v halogenid a těžší halogen z halogenidu v halogen. Fluor vytváří převážně iontové sloučeniny s iontovou vazbou a pouze s některými sloučeninami vytváří kovalentní vazbu.
Fluor je extrémně reaktivní plyn, který se ochotně až explozivně slučuje již za studena s vodíkem, bromem, jodem, sírou, fosforem, arsenem, antimonem, borem, křemíkem a s mnoha kovy. Některé kovy reagují s fluorem za normálních teplot nebo při mírném zahřátí jen na povrchu a vzniklý povlak brání další reakci – pasivace. Při silnějším zahřívání reakce pokračuje do hloubky a některé kovy, jako zinek, cín nebo hliník, dokonce vzplanou. Za červeného žáru působí fluor dokonce i na zlato a platinu. Působením fluoru na vodu vzniká fluorovodík a kyslík, který obsahuje také malé množství ozonu, za jistých podmínek však působením fluoru na vodu vzniká fluorovodík a kyselina fluorná.
Kvůli své silné reaktivitě vytěsňuje fluor většinu anionů ze sloučenin a sám přechází v anion[zdroj?] – sklo, které je chemickou podstatou oxidu křemičitého, reaguje s fluorem za vzniku fluoridu křemičitého a kyslíku. Jelikož je fluor extrémně reaktivní plyn, není jednoduché jej připravit ani dlouhodobě skladovat.

## Historický vývoj
Nejstarší známá doložená sloučenina fluoru je kazivec (fluorit) CaF2, který popisuje Georgius Agricola roku 1529 jako tavidlo. Roku 1670 v Norimberku Heinrich Schwanhard zjistil, že působením silné kyseliny na kazivec se uvolňují kyselé páry, které leptají sklo – od této doby se fluorovodík využívá k uměleckému leptání skla. Roku 1678 popsal J. S. Elsholtz při zahřívání kazivce modrobílé světélkování a roku 1750 popisuje Johan Gottschalk Wallerius stejný jev – v roce 1852 George Gabriel Stokes navrhuje pro tento jev název fluorescence. Roku 1768 provedl Andreas Sigismund Marggraf první chemické pokusy s kazivcem. Roku 1802 našel D. P. Morichini fluoridy ve vápenatých fosíliích a v zubech a Jöns Jacob Berzelius v kostech. André-Marie Ampère navrhl 12. srpna 1812 název nového prvku, který je údajně součástí kazivce a kyseliny fluorovodíkové. Návrh byl le fluore (z latinského fleue – téci) a poslal jej Humphry Davymu, který ho roku 1813 přijal.
Příprava fluoru se velmi dlouhou dobu nedařila, protože ihned po přípravě plyn zreagoval s vodou nebo se stěnami nádob. Poprvé se fluor podařilo připravit až 26. května 1886 Henrimu Moissanovi, který ho připravil elektrolýzou chlazeného roztoku kyselého fluoridu draselného KHF2, rozpuštěného v bezvodém kapalném fluorovodíku v přístroji s platinovými a iridiovými elektrodami ve tvaru U, který byl těsně uzavřen zátkou z fluoridu vápenatého CaF2. Vzniklý plyn reagoval s křemíkem za vzniku plamene. Příprava se podařila po 74 neúspěšných letech. Henri Moissan získal za objev fluoru a vynález elektrické pece roku 1906 (dva měsíce před svou smrtí) Nobelovu cenu.
Roku 1900 vznikly první chemické manufaktury na výrobu kryolitu Na3[AlF6], který se používá jako tavidlo při výrobě hliníku. Roku 1928 Thomas Midgley, A. L. Henne a R. R. McNary připravili freon CCl2F2, který je nehořlavý a netoxický plyn, který se začal používat v chladírenském průmyslu. V letech 1928–1930 připravili Otto Ruff a R. Keim interhalogenidy fluoru (sloučeniny fluoru s jinými halogenidy) a roku 1962 byla připravena poslední interhalogenidní sloučenina W. Mayaou – ClF5. Roku 1938 připravil Roy J. Plunkett teflon. Roku 1971 byla poprvé připravena kyselina fluorná HOF ve vážitelném množství S. Rozenem.

## Výskyt v přírodě
Fluor se v zemské kůře vyskytuje jako 13. nejrozšířenější prvek (na dvanáctém místě je mangan 1060 ppm a na čtrnáctém místě baryum 390 ppm). V zemské kůře je fluor přítomen v koncentraci 544 ppm (mg/kg). Voda oceánů obsahuje pouze přibližně 1 mg F/l, tento nízký obsah je způsoben tím, že většina fluoridů je ve vodě nerozpustná. Ani ve vesmíru není fluor příliš bohatě zastoupen. Předpokládá se, že na jeden atom fluoru připadá přes 30 milionů atomů vodíku.
Na Zemi je fluor přítomen pouze ve formě sloučenin, a to v nepříliš velkém množství. K jeho nejvýznamnějším minerálům patří fluorit (neboli kazivec) CaF2, kryolit Na3[AlF6] a fluoroapatit Ca5(PO4)3(F, Cl). Kryolit patří k vzácným minerálům, který se ve velkém množství vyskytuje pouze v Řecku. Malé množství fluoru se vyskytuje v topazu Al2SiO4(OH, F)2, sellaitu MgF2, villiaumitu NaF, bastnezitu (Ce, La)(CO3)F, carobbiit KF, frankdicksonit BaF2, griceit LiF, tveitit-(Y) Ca14Y5F43 a zavarickit BiOF.

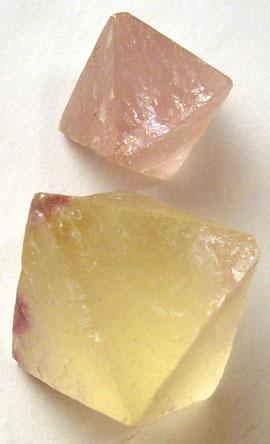
Krystaly fluoritu (CaF2)
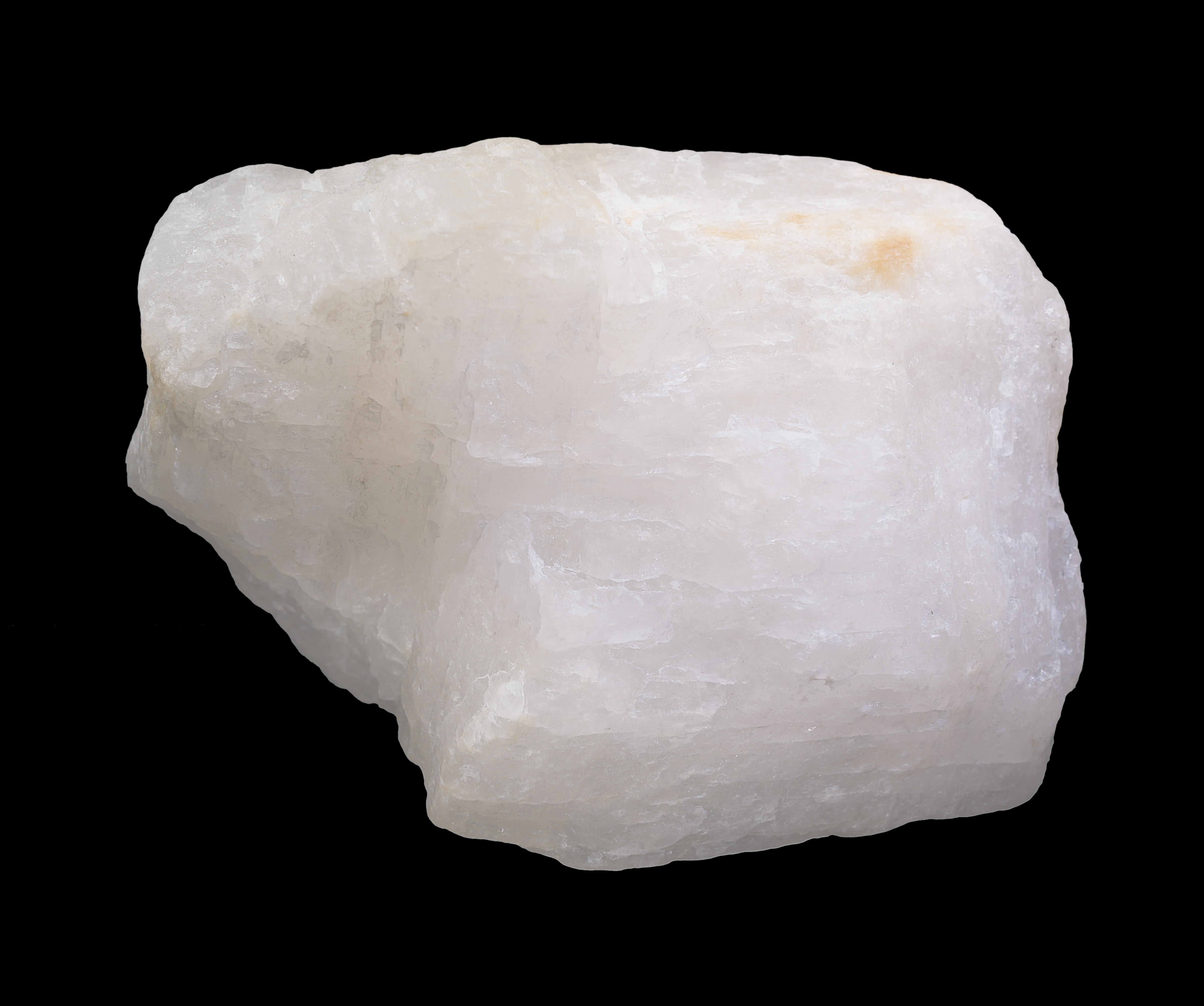
Kryolit Na3AlF6
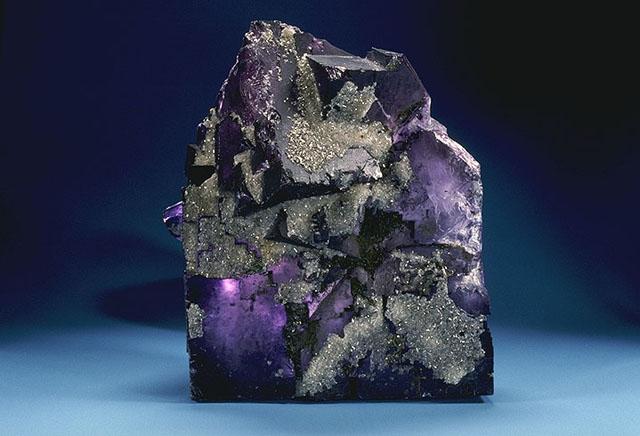
Minerál fluorit neboli kazivec CaF2
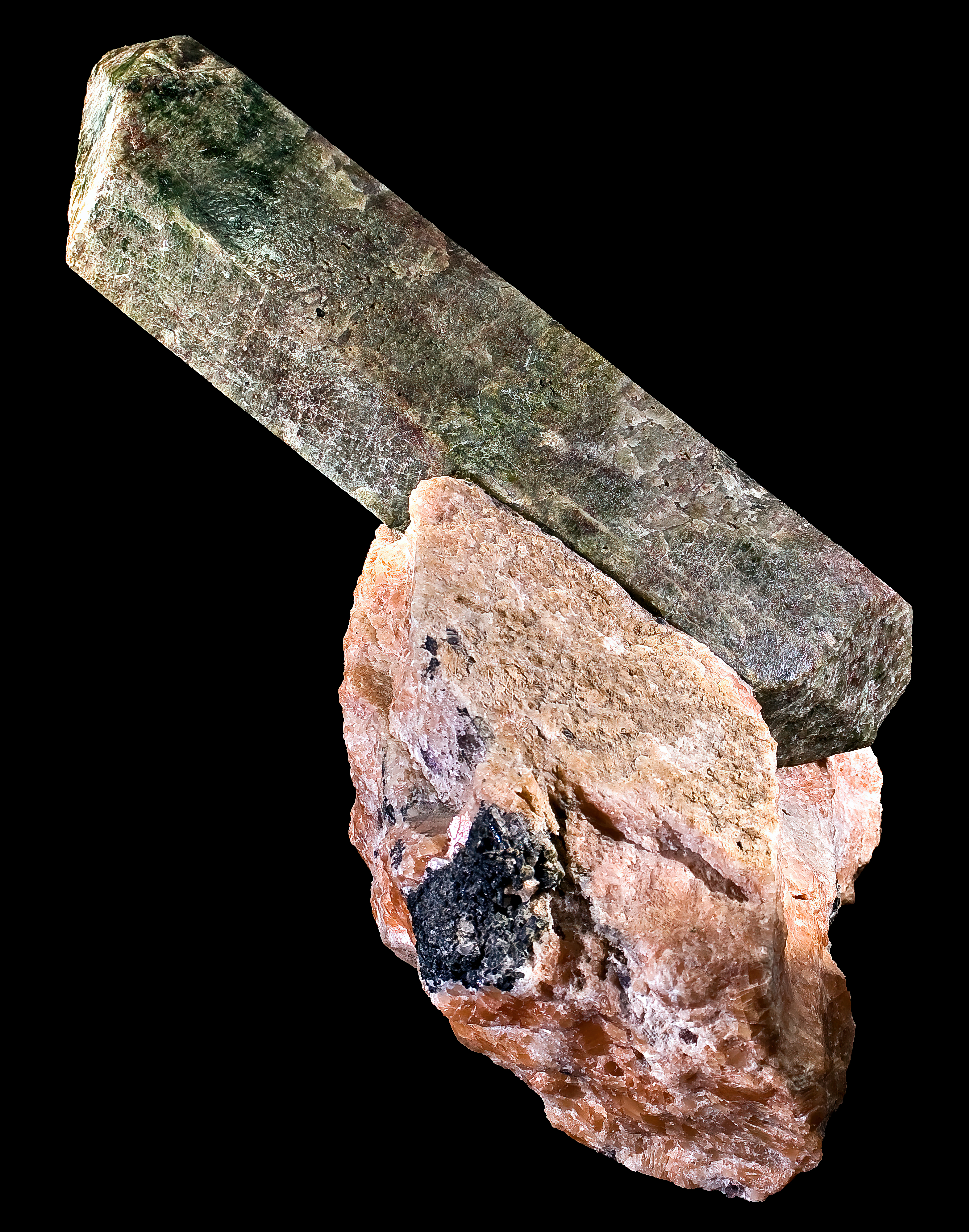
Minerál apatit Ca5(PO4)3(F,Cl,OH)

## Výroba

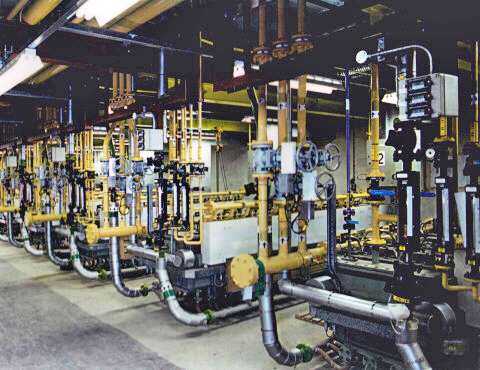
Průmyslová výroba fluoru v Prestonu

Výroba plynného fluoru je technicky značně obtížná a vzhledem k reaktivitě volného fluoru i poměrně riziková. Vzhledem k vysoké elektronové afinitě fluoru lze jeho výrobu uskutečnit pouze elektrolyticky. První výroba fluoru se zdařila roku 1886 Henrimu Moissanovi, který ho připravil elektrolýzou chlazeného roztoku hydrofluoridu draselného KHF2, rozpuštěného v bezvodém kapalném fluorovodíku v přístroji s platinovými a iridiovými elektrodami ve tvaru U, který byl těsně uzavřen zátkou z fluoridu vápenatého CaF2.
Roku 1919 vypracoval Argo nový způsob výroby fluoru. Základem procesu je elektrolýza taveniny hydrofluoridu draselného KHF2 při 240 °C – 250 °C v elektricky vyhřívané měděné nádobě, která je zároveň katodou. Anoda je grafitová tyč obklopená diafragmou, která zabraňuje přístupu vodíku k anodě. Roku 1928 se při výrobě začal používat dihydrofluorid draselný KH2F3 namísto hydrofluoridu draselného, čímž se snížila teplota taveniny, a měděná nádoba byla nahrazena hořčíkovou nebo z Monelova kovu. Roku 1936 zavedl L. A. Bigelow pro výrobu velmi čistého fluoru výrobu z hydrofluoridu draselného KHF2 při 250 °C v dobře utěsněné niklové nádobě za použití grafitových elektrod.
Dnes se výroba fluoru provádí ve dvou typech elektrolyzérů. V prvním se elektrolýza provádí při teplotě 72 °C a elektrolyzuje se dihydrofluorid draselný KH2F3 a v druhém se elektrolýza provádí při 240 °C a elektrolyzuje se hydrofluorid draselný. V obou typech se používají negrafitizovatelné kompaktní tyče z uhlíku, které tvoří anody, a oba typy mají plášť z měkké oceli, která je zároveň katodou. První typ má několik výhod – uvnitř komor je nižší tlak plynného fluorovodíku, který se při vyšší teplotě uvolňuje, elektrolyzér má sníženou možnost koroze a anody mají delší životnost. Plyny vycházející z elektrolyzéru se oddělují krátkou přepážkou nebo diafragmou. Laboratorní elektrolyzéry pracují proudu při 10–50 A a průmyslové elektrolyzéry při proudu 4 000–6 000 A a napětí 8–12 V. V praxi se používají elektrolyzéry o rozměrech 3*0,8*0,6 m, které obsahují až 1 t elektrolytu. Za 1 h provozu se vyrobí 3–4 kg fluoru a ve velkém průmyslovém podniku se vyrobí až 9 tun kapalného fluoru za den.
Celková roční produkce fluoru je v USA a Kanadě přibližně 5 000 tun, ve Velké Británii se vyrobí ročně o něco méně fluoru a v České republice se fluor průmyslově nevyrábí, ale výrobny na menší množství existují. Obtížná není jen výroba fluoru, ale také následné uchování vyrobeného fluoru. Obvykle se používají kovové tlakové nádoby pokryté vrstvou teflonu, do kterých se vejde objem 2,27 tun kapalného fluoru. Často se však výroba koncipuje tak, aby byl vyrobený fluor co nejrychleji spotřebován přímo na místě výroby, např. při následné organické syntéze.

## Využití
Elementární fluor se používá jako surovina v chemickém průmyslu. V 50. letech 20. století se uvažovalo o využití kapalného fluoru nebo jeho směsi s kapalným kyslíkem jako okysličovadla v kapalinových raketových motorech vzhledem k vyššímu dosahovanému specifickému impulsu. Problémy s výrobou a skladováním, spolu s jeho nebezpečím pro obsluhu, vedly k tomu, že tato myšlenka byla brzy opuštěna. Přesto v tehdejším SSSR byly postaveny a vyzkoušeny prototypy motorů pracujících s touto pohonnou látkou. V dnešní době se pro raketové motory velmi intenzivně studují sloučeniny fluoru s kyslíkem a dusíkem.
Fluor se dříve využíval k přípravě těžko dostupných fluoridů a dnes se využívá jako velmi účinné oxidační činidlo. Většího praktického uplatnění než čistý fluor dosahují jeho sloučeniny:

### Anorganické sloučeniny fluoru
- Kyselina fluorovodíková HF, dodávána na trh často jako 40% roztok, leptá a rozpouští sklo a uplatňuje se proto ve sklářském průmyslu (leptání a matování skla) i při chemických rozkladech odolných silikátových hornin. Reakce čistého křemíku s fluorovodíkem se využívá v polovodičovém průmyslu k řízenému odleptávání určených vrstev křemíkové matrice. Také je hned po vodě snad nejpoužívanější polární rozpouštědlo. Používá se též k fluoraci organických sloučenin, výrobu freonů, fluoroplastů, aj.
- Kryolit Na3[AlF6] podstatně snižuje bod tání oxidu hlinitého (bauxitu) a je cennou přísadou při elektrolytické výrobě hliníku.
- Hexafluorid uranu UF6 je poměrně snadno těkavá sloučenina a již od druhé světové války (1940) slouží při metodě difusní separace jako jeden z postupů pro oddělování izotopů uranu 235U a 238U. Na její výrobu hexafluoridu uranu se spotřebuje 70–80 % vyrobeného fluoru.
- Velké množství fluoru se spotřebuje na výrobu fluoridu sírového SF6, který se používá jako dielektrikum a k výrobě fluoračních činidel (ClF3, BrF3, IF3), které se používají k fluoraci při organických syntézách (BF3 je katalyzátorem ve Friedel-Craftsově syntéze,-polymerace alkenů). Fluorid wolframový WF6 a fluorid rhenový ReF6 se používají k nanášení tenké kovové vrstvy (metodou CVD) wolframu a rhenia na složitě vytvarované součástky.

### Organické sloučeniny fluoru

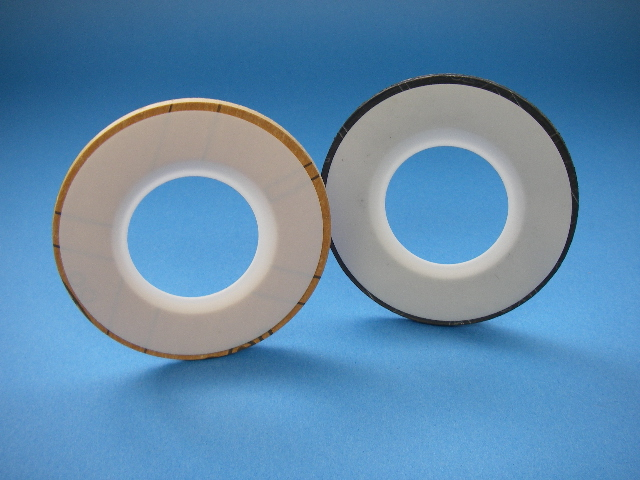
Výrobky z teflonu

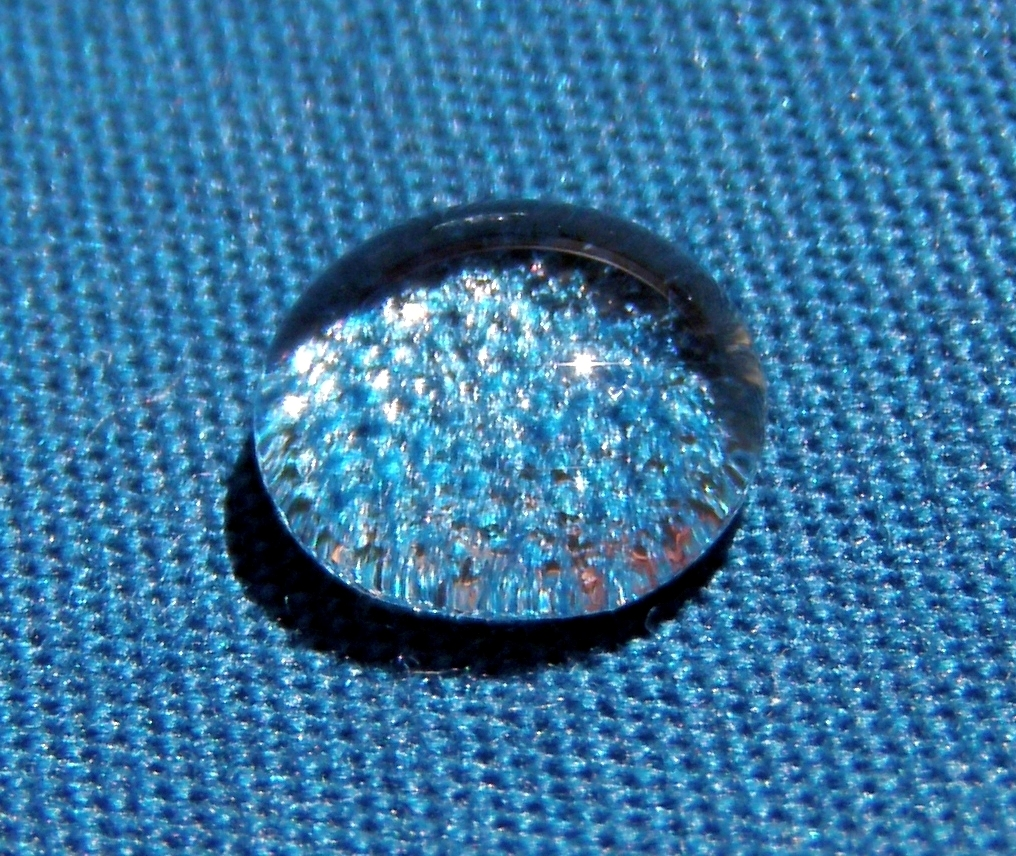
Tkaniny s fluorem bývají obvykle hydrofobní

Uhlovodíky, v nichž jsou atomy vodíku kompletně nahrazeny atomy halogenů, se vyznačují mimořádnou chemickou stabilitou a nejsou prakticky vůbec toxické. Výroba organických sloučenin fluoru se velmi rychle započala rozvíjet na začátku 20. století.
- První významný úspěch při výrobě sloučenin fluoru byl objev inertních fluorovaných olejů, mazacích tuků a polymerů, které jsou velmi odolné, nehořlavé, netoxické – tedy zcela inertní. Jejich použití je velmi všestranné. Oleje a tuky slouží k mazání namáhaných součástek a ložisek a oleje s vysokými měrnými tepelnými kapacitami se používají zároveň také jako chladicí kapaliny.
- Polymer, známý pod obchodním názvem teflon (chemicky polytetrafluorethylen [CF2-CF2]n), je mimořádně chemicky a tepelně odolný. Má velmi mnohostranné využití od pokrývání povrchu kuchyňského nádobí po výrobu odolných chemických aparatur pro práci s agresivními médii, nádob pro uchovávání silných kyselin a reaktivních organických sloučenin. Dobrých elektrických izolačních vlastností a tepelné odolnosti teflonu využívá elektrotechnický průmysl. Z teflonu se vyrábějí velmi odolná těsnění pro průmyslové účely i využití v domácnostech.

- Freony, jsou organické sloučeniny, které vždy obsahují nejméně 2 atomy fluoru a dva další atomy jiného halogenu (nejčastěji chloru) – nejznámější je dichlordifluormethan CCl2F2. Tyto halogenouhlovodíky dosáhly v posledních několika desetiletích masového uplatnění především v těchto oborech:
  - Chladírenská technika, kde nahradily dříve používaný toxický amoniak nebo oxid siřičitý. Dodnes jsou freony chladicím médiem desítek milionů chladniček i automobilových a bytových klimatizačních jednotek po celém světě.
  - Výroba pěnových hmot (pěnový polystyren, pěnový polyurethan apod.), kde se využívaly jako pěnicí činidlo.
  - Hnací náplň do sprejů, především pro svoji zdravotní nezávadnost a nehořlavost.
  - Dnes se však z ekologických důvodů produkce freonů celosvětově snižuje, protože se podílí na vzniku ozonové díry.

## Sloučeniny fluoru
Jelikož je fluor schopen tvořit své sloučeniny pouze v jediném oxidačním čísle F−I, je počet jeho anorganických sloučenin velmi omezen (jediné kladné oxidační číslo má fluor v kyselině fluorné, ale zde jde pouze o formální význam tohoto oxidačního čísla). V komplexních sloučeninách vystupuje fluor velmi často jako ligand, avšak jeho komplexy nejsou většinou nijak stabilní. Naproti tomu je fluor schopen tvořit velmi mnoho organických sloučenin.

### Anorganické sloučeniny
Fluor nevytváří mnoho anorganických sloučenin. Největší počet jeho sloučenin reprezentují fluoridy, ve kterých dosahují atomy kovů svých maximálních oxidačních čísel (fluoridy jsou popsány u jednotlivých prvků s nimiž fluor tvoří sloučeniny). Zvláštní skupinou fluoridů jsou interhalogenidové sloučeniny, což jsou sloučeniny halogenu s halogeny. Jelikož má fluor nejvyšší hodnotu elektronegativity vytváří také několik sloučenin s kyslíkem. Poslední ze sloučenin fluoru, avšak průmyslově nejdůležitější, jsou jeho dvě kyseliny – kyselina fluorovodíková HF a kyselina fluorná HOF.
- Kyselina fluorovodíková HF byla donedávna jedinou známou kyselinou fluoru. Fluorovodík je velmi jedovatý, bezbarvý plyn, který leptá sliznice. Připravuje se zahříváním fluoridu vápenatého s koncentrovanou kyselinou sírovou. V zředěných vodných roztocích se chová jako středně silná až slabá kyselina, avšak koncentrovaná je téměř stejně silná jako kyselina sírová. Molekula HF je velmi malá a stává se, že při neopatrném potřísnění kůže difunduje kyselina fluorovodíková tkáněmi až ke kostem, které chemicky napadá a neopatrný chemik pocítí po několika hodinách velmi nepříjemnou a úpornou bolest kosti. Se všemi kovy tvoří kyselina fluorovodíková soli fluoridy. Soli kyseliny fluorovodíkové jsou nejhůře rozpustné ze všech halogenidů, čehož se využívá v analytické chemii i v průmyslovém měřítku k separaci těchto látek ze směsi s ostatními kovy.
- Kyselina fluorná HOF neboli monofluorovaná voda je doposud nejzajímavější, ale stále ještě málo známá látka. Je to pevná krystalická látka, která se samovolně rozkládá za vzniku fluorovodíku a kyslíku, proto je nutné ji ihned po výrobě zužitkovat. Je to jedno z nejlepších oxidačních činidel, které není destruktivní. Při oxidacích se z kyseliny fluorné odštěpuje kyslík a vzniká fluorovodík. Kyselina fluorná se připravuje zaváděním plynné směsi z 10% fluoru a 90% dusíku do acetonitrilu obsahujícího vodu. Acetonitril CH3CN je zde netečný a fluor reaguje s vodou za vzniku kyseliny fluorné a kyseliny fluorovodíkové.[3]
- Protože fluor jako jediný prvek vykazuje větší elektronegativitu než kyslík, tvoří s ním několik fluoridů, v nichž se kyslík vyskytuje v mocenství O2+, O+ nebo zlomkových oxidačních číslech (např. OF2, O2F2, O4F2, O5F2, O6F2. Difluorid kyslíku OF2 je jedovatý plyn, který se připravuje zaváděním fluoru do vodného roztoku hydroxidu sodného. Difluorid dikyslíku O2F2 je slabě hnědá plynná látka, která se za normální teploty rozkládá na kyslík a fluor, připravuje se přímým slučováním fluoru a kyslíkem za doutnavého výboje.
- Podobně dokáže fluor jako jediný vytvářet nestálé sloučeniny se vzácnými plyny argonem, kryptonem, xenonem a radonem.
- Fluor vytváří velké množství interhalogenních sloučenin. Interhalogeny jsou sloučeniny halogenů s halogeny (v tomto případě fluoru s jinými halogeny). S chlorem vytváří fluorid chlorný ClF, fluorid chloritý ClF3,fluorid chlorečný ClF5, kationt fluorido dichlorný Cl2F, kationt tetrafluorido chlorečný ClF4+ a kationt hexafluorido chloristý ClF6+, s bromem fluorid bromný BrF, fluorid bromitý BrF3, fluorid bromičný BrF5, kationt tetrafluorido bromičný BrF4+ a kationt hexafluorido bromistý BrF6+ a s jódem fluorid jodný IF, fluorid joditý IF3, fluorid jodičný IF5, fluorid jodistý IF7, kationt tetrafluorido jodičný IF4+ a kationt hexafluorido jodistý IF6+. Nejstálejší interhalogenidy tvoří fluor s jodem a nejméně stabilní s chlorem, stabilita těchto sloučenin také klesá se zvětšujícím se oxidačním číslem kationtu. Tvar molekul interhalogenidů se řídí pravidly VSEPR a elektronegativitou substituentů (např. tvar molekuly ClF3 je tvaru T, BrF5 tvaru tetragonální pyramidy a IF7 tvaru pentagonální bipyramidy). Interhalogenidy fluoru se chovají jako volný fluor – mají silné oxidační a fluorační účinky a vystupují jako Lewisovy kyseliny.
- Kromě interhalogenidních sloučenin je fluor schopen tvořit také oxidy interhalogenidních sloučenin (popř. je lze nazývat fluoridy oxokyselin) s ostatními halogeny. Například s chlorem vytváří fluor fluorid-oxid chloritý ClOF, fluorid-dioxid chlorečný ClO2F, fluorid-trioxid chloristý ClO3F, trifluorid-oxid chlorečný ClOF3, trifluorid-dioxid chloristý ClO2F3. Tvar molekul se řídí teorií VSEPR.

### Organické sloučeniny
Organické sloučeniny fluoru se v přírodě téměř nevyskytují a jsou výsledkem chemické syntézy. Mezi nejznámější patří:
- Polymerní polytetrafluorethylen (teflon) o vzorci F-(-CF2-)2n-F, polymerní uhlovodík, v němž jsou všechny atomy vodíku nahrazeny fluorem.
- Freony – řada plynných nebo kapalných látek, které obsahují jeden až pět atomů uhlíku a jejichž vodíkové atomy jsou substituovány fluorem, chlorem a někdy také bromem. Bývají též označovány zkratkou CFC (z angl. chlorofluorocarbon).Vzhledem ke schopnosti narušovat ozonovou vrstvu Země je jejich použití regulováno Montrealským protokolem.
- Perfluoroktansulfonan (PFOS) – používá se pro výrobu teflonu nebo jako látka ovlivňující povrchové napětí. V roce 2009 byl zařazen na černou listinu Stockholmské úmluvy o perzistentních organických látkách.[4]

## Biologický význam

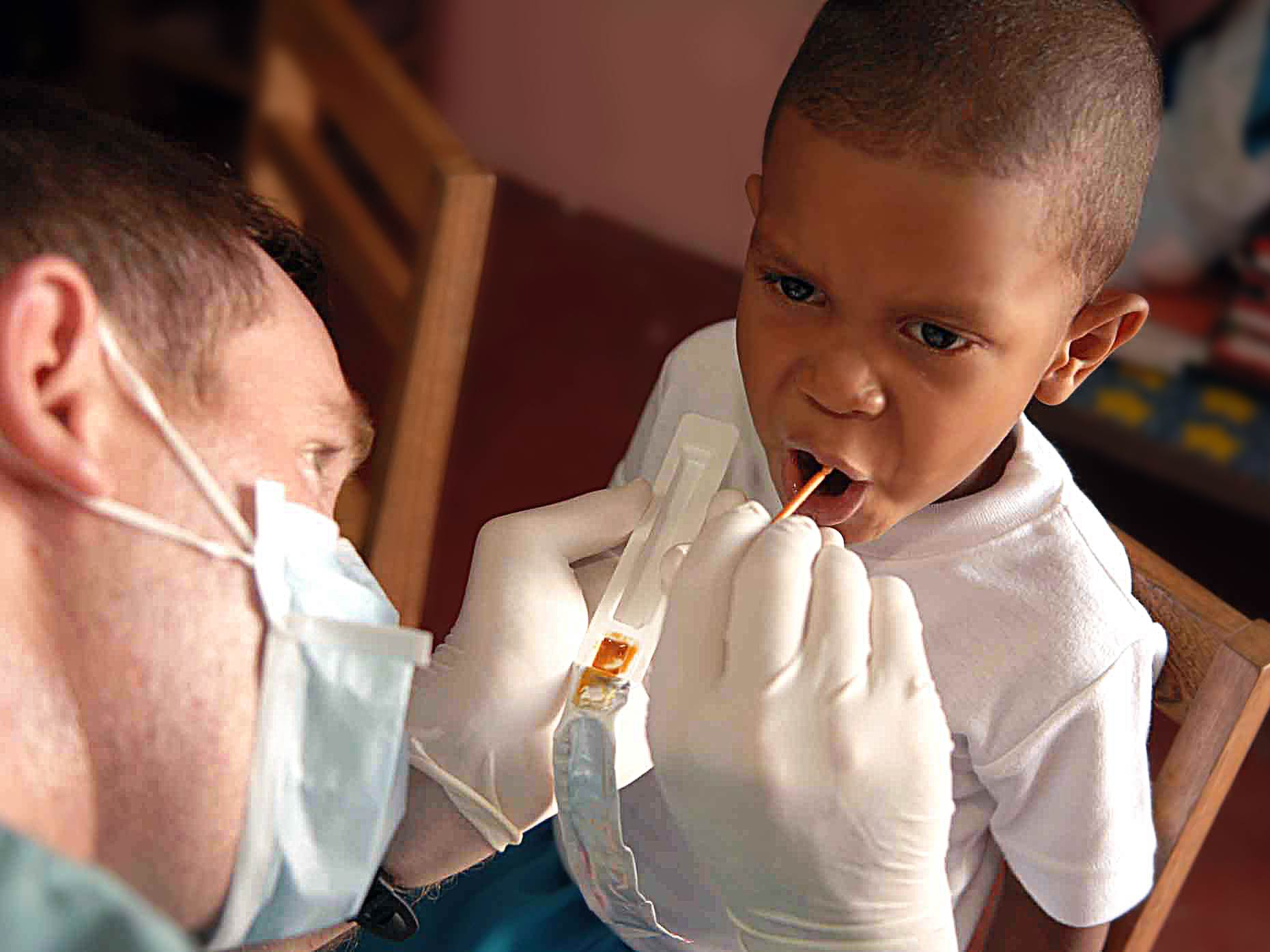
Aplikace fluoridu v Panamě

Přestože fluor není klasickým biogenním prvkem, je známo, že jeho příjem je žádoucí především pro vývoj zdravých zubů a jejich ochranu před zubním kazem. Vznik fluorhydroxyapatitu (pentahydrát) vytváří pro agresivní prostředí dutiny prostředek, jak zabránit útoku organických kyselin na sklovinu (hydroxyapatit je po dekarboxylaci disociován s fluorem). Rozpustnost této sloučeniny je 1000krát nižší. Dále stimuluje fyziologické pochody (tvorba organických sloučenin v játrech a ledvinách, zprostředkuje vazbu fosforečnanu vápenatého ve tkáních).
Některé zubní pasty proto mají záměrně zvýšený obsah sloučenin fluoru (fluorid sodný, fluorid cínatý, fluorofosforečnan sodný). Kromě toho se v některých zemích světa, zejména ve Spojených státech amerických, provádí umělé zvyšováni obsahu fluoru v pitné vodě (tzv. fluorování vody).

### Zdravotní rizika
Přípustné množství fluoru v zubních pastách je v EU 1500 ppm, při vyšších koncentracích roste riziko vzniku dentální fluorózy doprovázené hnědými skvrnami na zubech. Při jednorázovém požití pouhých 150 mg fluoridu sodného (NaF) může dojít k nevolnosti, zvracení, průjmu a akutní bolesti břicha, akutní otrava se léčí infuzí vápenatých iontů. Fluoridový anion je protoplasmatický jed, zasahující do funkce enzymů, neurotoxický a váže ionty vápníku.